# Nagroda im. Bolesława Michałka
Nagroda im. Bolesława Michałka – przyznawana od 1997 roku przez miesięcznik "Kino" nagroda dla najlepszej w roku polskiej książki traktującej o filmie.

## Laureaci
- 1997 – Jerzy Maśnicki i Kamil Stepan PLEOGRAF – Słownik biograficzny filmu polskiego 1896–1939 (Staromiejska Oficyna Wydawnicza w Krakowie)
- 1998 – Ryszard Kluszczyński Obrazy na wolności. Studia z historii sztuk medialnych (Instytut Kultury w Warszawie)
- 1999 – Tadeusz Szczepański Zwierciadło Bergmana (Wydawnictwo słowo/obraz/terytoria w Gdańsku)
- 2000 – Mirosław Przylipiak Poetyka kina dokumentalnego (Wydawnictwo Uniwersytetu Gdańskiego)
- 2001 – Mariola Jankun-Dopartowa Gorzkie kino Agnieszki Holland (Wydawnictwo słowo/obraz/terytoria w Gdańsku)
- 2002 – Alina Madej Kino. Władza. Publiczność. Kinematografia polska w latach 1944–1949 (Wydawnictwo „Prasa Beskidzka” z Bielska-Białej)
- 2003 – Maria Kornatowska Fellini (Wydawnictwo słowo/obraz/terytoria w Gdańsku)
- 2004 – Tadeusz Sobolewski Za duży blask. O kinie współczesnym (Wydawnictwo Znak w Krakowie)
- 2005 – Iwona Kurz Twarze w tłumie (Wydawnictwo Świat Literacki)
- 2006 – Rafał Marszałek Kino rzeczy znalezionych (Wydawnictwo słowo/obraz/terytoria w Gdańsku)
- 2007 – Iwona Sowińska Polska muzyka filmowa 1945–1968 (Wydawnictwo Uniwersytetu Śląskiego)
- 2008 – Konrad Klejsa Filmowe oblicza kontestacji (Wydawnictwo Trio w Warszawie)
- 2009 – Adam Garbicz Kino, wehikuł magiczny. Podróż piąta 1974–81 (Wydawnictwo Literackie w Krakowie)
- 2010 – Alicja Helman Odcienie czerwieni. O filmowej twórczości Zhanga Yimou (Wydawnictwo słowo/obraz/terytoria w Gdańsku)
- 2011–12 – Tadeusz Lubelski Historia niebyła kina PRL (Wydawnictwo Znak w Krakowie)
- 2013 – Piotr Zwierzchowski Kino nowej pamięci. Obraz II wojny światowej w kinie polskim lat 60. (Wydawnictwo Uniwersytetu Kazimierza Wielkiego w Bydgoszczy)
- 2014–15 – Karolina Kosińska Androgyn. Tożsamość, tęsknota, pragnienie (Instytut Sztuki PAN, Warszawa 2014)[1]
- 2016 – Dorota Karaś Cybulski. Podwójne salto (Wydawnictwo Znak, Kraków 2016)[2]
- 2017 – Paweł Mościcki Chaplin. Przewidywanie teraźniejszości (Wydawnictwo słowo/obraz/terytoria w Gdańsku)[3]
- 2018–2019 – Justyna Jaworska "Piękne widoki, panowie, stąd macie". O kinie polskiego sockonsumpcjonizmu (Towarzystwo Autorów i Wydawców Prac Naukowych „Universitas”, Kraków 2019, ISBN 97883-242-3505-6)[4]
- 2020–2021 – Miłosz Stelmach Przeczucie końca. Modernizm, późność i polskie kino (wyd. UMK, Toruń 2020)[5]
- 2022 – Sebastian Jagielski Przerwane emancypacje: polityka ekscesu w kinie polskim lat 1968-1982 (Towarzystwo Autorów i Wydawców Prac Naukowych „Universitas”, Kraków 2021, ISBN 97883-242-3768-5)[6]
- 2023 – Patrycja Włodek Wszystko noir?. O inspiracjach i wariantach – życie po życiu filmu noir (Uniwersytet Pedagogiczny w Krakowie, Kraków 2022)[7]
- 2024 - Piotr Śmiałowski Proszę to wyciąć, czyli historia scen wyciętych z polskich filmów w pierwszym ćwierćwieczu PRL (Towarzystwo Autorów i Wydawców Prac Naukowych „Universitas”, Kraków 2024)[8]